# گور (الانی)
گور (در زبان‌های غربی: Goar) (زاده پیش ۳۹۰ میلادی، درگذشته میان سال‌های ۴۴۶ و ۴۵۰) از رهبران قوم ایرانی‌تبار الان در منطقه گل (فرانسه امروزی) در سده پنجم میلادی بود.
گور مردم خود را در سال ۴۰۶ میلادی یعنی در زمان هجوم چندقبیله‌ای به سرزمین گل از رود راین گذراند ولی پس از آن با رومیان هم‌پیمان شد و سپس در سیاست داخلی گل ایفای نقش نمود.
از گور نخستین بار در توصیف گرگوری توری در مورد هجوم «بربرها» از فراسوی راین در تاریخ ۳۱ دسامبر ۴۰۶ نام برده می‌شود. در این هجوم چند قبیله با هم همراه بودند ازجمله الان‌های همراه گور، و گروه دیگری از الان‌ها به رهبری رسپندیال، و گروهی از وندال‌های آسدینگ به زهبری گودیگیسل، وندال‌های سیلینگ و چند گروه از سوئوی‌ها.
بیشتر تاریخ‌دانان الان‌هایی که با این موج به سرزمین گل آمدند را همان الان‌هایی می‌دانند که در حدود سال ۳۸۰ توسط گراتیان، امپراتور روم در پانونیا یک‌جانشین شدند.
پس از گور، سنگبان به رهبری الان‌های این منطقه رسید. تاریخ‌دانان الان‌های پیرو گور را همان گروهی از الان‌ها می‌دانند که بعداً با رهبری سنگبان در نزدیکی اورلئان در دفع تهاجم آتیلا در سال ۴۵۱ نقشی مهم داشتند.